# Affaire von Sydow
Pour les articles homonymes, voir Von Sydow.

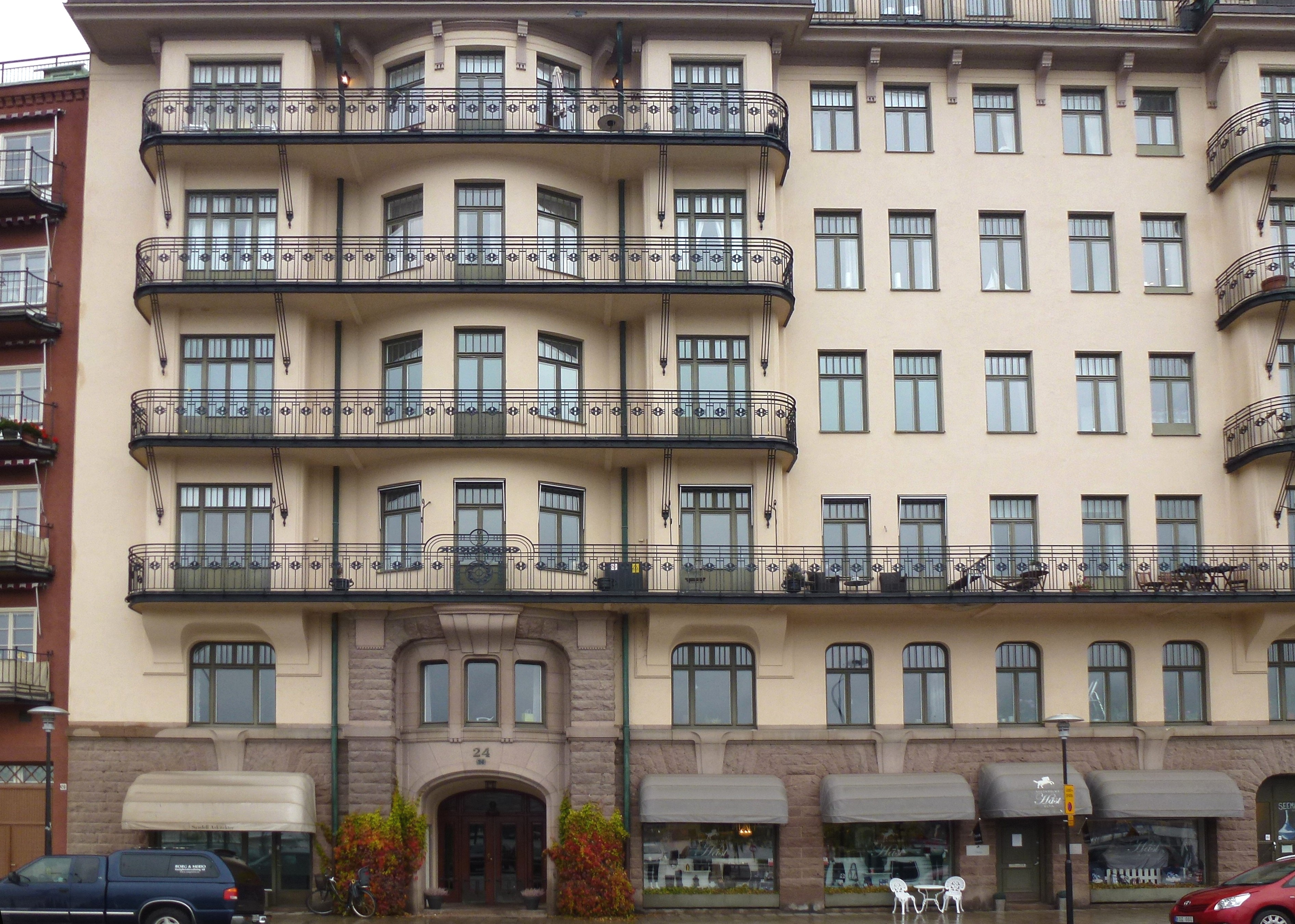
Le nº24 de la rue Norr Mälarstrand à Stockholm.

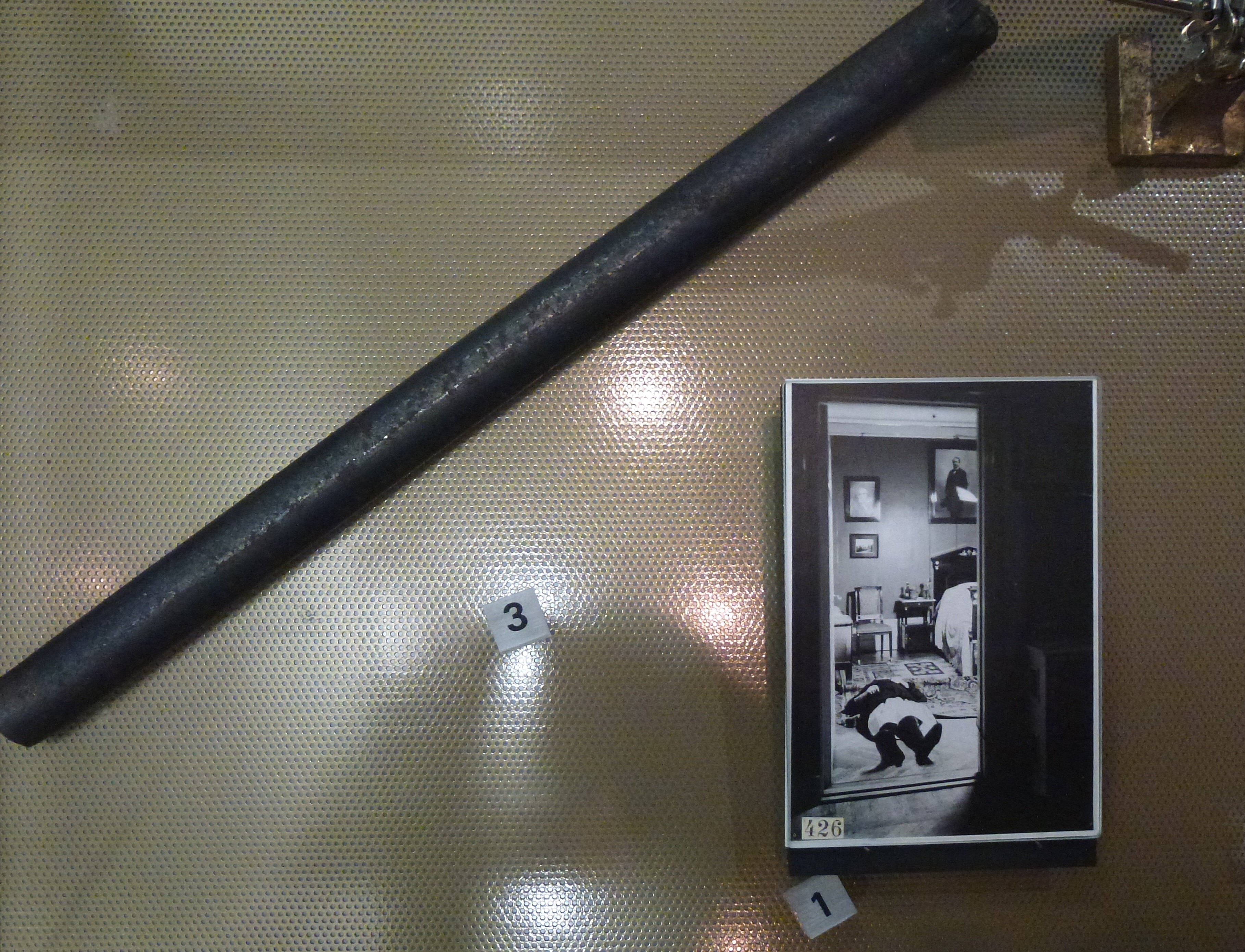
L'arme du crime, exposée au musée de la police à Stockholm.

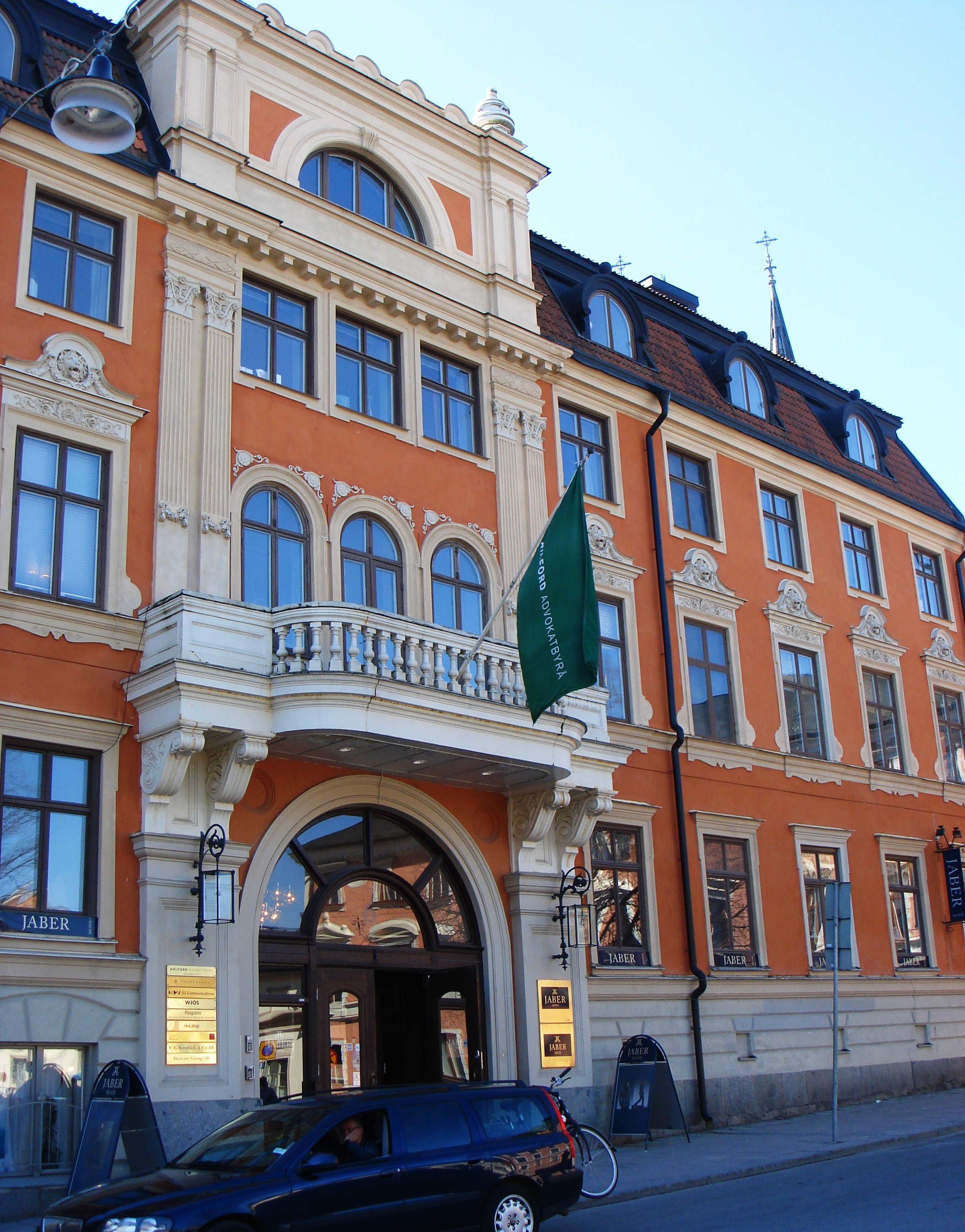
L'hôtel Gillet à Uppsala.

L'affaire von Sydow est un triple meurtre qui a lieu le 7 mars 1932 à Stockholm et connaît son dénouement le même jour à Uppsala. C'est l'une des affaires criminelles les plus médiatisées de l'histoire de la Suède.

## Les faits
Le soir du 7 mars 1932, le juge et député Hjalmar von Sydow est retrouvé mort à son domicile du numéro 24 de la rue Norr Mälarstrand à Stockholm. Les corps de deux de ses employées, la cuisinière Karolina Herou et la domestique Ebba Hamn, sont également retrouvés sur les lieux. Tous trois ont été frappés à mort avec un objet que l'on suppose tout d'abord être un fer à repasser, mais qui se révèle finalement être un tuyau de fer. Le corps d'Ebba Hamn git dans la chambre de von Sydow, tandis que celui de von Sydow se trouve dans la chambre de Karolina Herou, qui est elle-même retrouvée assise sur une chaise près de la fenêtre.
C'est la toute jeune nièce de la défunte épouse de von Sydow qui fait la macabre découverte. Le récit de la fillette conduit les enquêteurs à soupçonner le fils de Hjalmar von Sydow, Fredrik, et son épouse Ingun.
Après le crime, Fredrik et Ingun se sont rendus en taxi chez un ami de Fredrik, le tireur sportif Sven Hallman, et lui ont emprunté un pistolet. Ils entament ensuite un périple qui les mène au restaurant Tegnér à Stockholm, puis dans un magasin de vêtements pour hommes, dans une pharmacie, au restaurant Vallonen et dans un salon de thé à Norrviken, pour enfin finir au restaurant Gillet à Uppsala, où ils pénètrent vers 20 heures. Ils quittent les lieux après un court moment, mais y reviennent vers 22 heures en compagnie de trois amis. Le groupe s'installe à une table pour diner.
Arrivée sur les lieux, la police demande au personnel du restaurant de prévenir discrètement Fredrik que des visiteurs l'attendent dans l'entrée. Les époux von Sydow se lèvent et se rendent dans le vestibule, où Ingun s'assied dans un fauteuil. Faisant mine de se pencher pour l'embrasser, Fredrik lui tire une balle de son pistolet, un Mauser de calibre 7,65 mm, dans la tempe. Immédiatement après, il se tire une balle dans la tête, décédant quasi-instantanément.
Fredrik et Ingun von Sydow étaient les parents d'une petite fille de trois ans.

## Le mobile
Le mobile du crime n'est pas clairement établi, mais plusieurs récits des événements attestent que Fredrik von Sydow souffrait d'une dépendance à la drogue et de problèmes d'argent – il était sous l'emprise d'un usurier – et que sa relation avec son père était conflictuelle. L'accumulation de ces différents facteurs l'aurait poussé à un geste désespéré. Selon les enquêteurs, il se serait emparé lors du crime du portefeuille de son père, qui ne contenait pourtant que 235 couronnes,.

## Œuvres inspirées de l'affaire
Peu de temps après les faits, l'académicien Sigfrid Siwertz écrit une pièce, Ett brott (litt. Un crime), qui s'inspire largement de l'affaire von Sydow. Elle est créée au théâtre de Lorensberg à Göteborg en 1933, et au théâtre dramatique royal à Stockholm en 1934. En 1940, la pièce devient un film, également intitulé Ett brott, qui réunit Edvin Adolphson et Karin Ekelund, et qui connait un vif succès. 
En 2004, la propre nièce de Fredrik von Sydow, Helena Henschen, publie un livre basé sur l'affaire intitulé I skuggan av ett brott (litt. Dans l'ombre d'un crime).
En 2006, le théâtre de la ville d'Uppsala crée une pièce basée sur l'affaire. À cette occasion, le quotidien Svenska Dagbladet publie un entretien avec la fille de Fredrik et Ingun von Sydow.